# Georgius Laurentii
Georgius Laurentii, tidigare Sudercopensis och Finlandus, död 1603 i Vadstena, han var en svensk kyrkoherde i Vadstena församling.

## Biografi
Laurentii blev 1596 rektor i Vadstena. 3 maj 1598 blev han kyrkoherde i Vadstena församling. Laurentii avled 1603 i Vadstena. Han skänkte i testamente en mässingsljuskrona till Vadstena klosterkyrka och en Castellionis Biblia Latina till Vadstena skola.
Han gjorde en resa tillsammans med biskopen Petrus Jonæ Angermannus och Laurentius Paulinus Gothus till Finland. De gjorde resan för att försökte att ena finnarna, men lyckades inte. Efter denna resa fick Laurentii namnet Finlandus. Laurentii skrev 25 juni 1598 under riksdagsbeslutet i Vadstena.

### Familj
Laurentii var gifte med Anna Håkansdotter.